# Смарагд
Смара́гд (від лат. smaragdus, грец. σμάραγδος, smáragdos), або ізумру́д (від перс. زمرّد, zumurrud, тур. zümrüt) — мінерал, дорогоцінний камінь 1-го класу. Крупні бездефектні смарагди густого забарвлення вагою більше 5 каратів цінуються дорожче за алмази.

## Назва
Обидві назви походять від семітського кореня b-r-q «сяяти» (сер. івр. בָּרֶקֶת барекет «смарагд», аккадське «баррагту» — «блищати»), який із часом трансформувався у грецьке «смарагдос» — «зелений камінь» (E.Theophrastus, 315 р. до н. е.). Далі це слово перетворилося на перське «зуммуруд», пізніше турецьке «зумрут», через яке в українську та російську мови було запозичене слово «ізумруд» (рос. изумруд, раніше изумрутъ). Із цього ж джерела також утворилися санскр. मरकत marakata, лат. smaragdus і його середньовічний варіант esmeraldus, esmeralda.
В українській науковій літературі вперше описаний в лекції «Про камені та геми» Феофана Прокоповича (Києво-Могилянська академія, 1705—1709 рр.), де, зокрема зазначено: «гема дуже красива і серед людей дуже ціниться».

## Загальний опис
Смарагд є прозорим різновидом берилу Be3Al2(SiO3) 6, забарвленим в трав'янисто-зелений колір оксидом хрому Cr2O3 або оксидом ванадію V2O3 з домішкою оксиду заліза Fe2O3 (південноафриканські смарагди).
Дорогоцінний камінь. Ізоморфні домішки: Mg2+, Fe2+, Fe3+, V3+. Кристали гексагонально-призматичні, коротко- і довгостовпчаті, переважно розміром 2—5 х 1—1,5 см. Нерідко зростки кристалів, включення в інші мінерали. Дигексагонально-дипірамідальний вид. Густина 2,6. Тв. 7,5—8,0. Утворюється з берилій-флуороносних газово-рідинних розчинів у ході пегматитового, ґрейзенового і гідротермального процесів за участю хромовмісних бічних порід. Зустрічається з флогопітом, мусковітом, плагіоклазами, кальцитом.
Родовища пов'язані з плагіоклаз-флогопітовими ґрейзенами в ультрамафітах: Урал (Росія); Трансвааль (ПАР); Мінас-Жерайс (Бразилія); Раджастхан (Індія); Зімбабве, Замбія та ін.) і з телетермальними альбітовими або кальцитовими жилами в чорних вуглистих сланцях і вапняках (Чівор, Мусо в Колумбії).
Основні родовища ювелірних смарагдів знаходяться в копальні Мусо (Колумбія), Трансваалі (ПАР) і на Уралі (Росія).

## Історія
Смарагд використовувався людьми, починаючи з давніх часів. Свідчення вказують, що у III столітті до н. е. поблизу Червоного моря розробляли перші родовища смарагдів. У IV ст. до н. е. дорогоцінні зелені камені почали продаватися на ринках Вавилону.
Якщо посилатися на християнські легенди, то чаша Святого Грааля була виготовлена зі смарагдів. Скрижалі Гермеса, на яких записана вся мудрість світу, були створені з цільного смарагда. Джерела також вказують на те, що дорогоцінні зелені камені для неї були фаворитами. В Єгипті були створені навіть «шахти Клеопатри», де добували смарагди для імператриці.

## Різновиди
- Смарагд австралійський (блакитно-зелений берил, забарвлення якого варіює від майже безбарвної до смарагдово-зелених тонів; знайдений у пегматитовій жилі поблизу Еммавілла, штат Новий Південний Уельс (Австралія), в слюдяних сланцях і в пегматитовій жилі в Пуне, штат Західна Австралія).
- Смарагд африканський (смарагд від жовто-зеленого до темно-зеленого кольору з родовищ Африки; знахідки: окр. Лейдсдорп, пров. Трансвааль; кристалічні сланці Сандвани поблизу Белінгве, Зімбабве).
- Смарагд бразильський (бліді смарагди або світло-жовто-зелені берили; кристали у вигляді гексагональних призм з певними вадами; зустрічаються в пустотах змінених мармурів у Карнаіба, штат Баїя, Бразилія).
- Смарагд вілюйський (вілюїт — різновид везувіану, що містить 2—4 % В2О3).
- Смарагд індійський (зелений кварц з тріщинуватістю, яку створюють спеціальною обробкою).
- Смарагд іспанський (торгова назва зеленого скла).
- Смарагд капський (торговельна назва преніту з родовищ Капської провінції у Південній Африці).
- Смарагд конголезький (діоптаз).
- Смарагд кускузький (смарагд з родов. Кускуз, Колумбія).
- Смарагд літіїстий (торговельна назва смарагдово-зеленого різновиду сподумену, інші назви — гідденіт, сподумен-смарагд).
- Смарагд-малахіт (зайва назва евхроїту — смарагдово-зеленого водного арсенату міді Cu2[OH|AsO4]•3H2O).
- Смарагд мідистий (торговельна назва прозорого різновиду діоптазу).
- Смарагд мідний.
- Смарагд мідно-кремнистий (діоптаз).
- Смарагд нікелистий (заратит).
- Смарагд перуанський (торговельна назва смарагду з родов. Перу).
- Смарагд помилковий (торговельна назва зеленого флюориту).
- Смарагд сандаванський (місцева назва смарагду густо-зеленого кольору і порівняно менш прозорого; знайдений у долині Сандаван (р-н Белінгве), Зімбабве).
- Смарагд східний (прозорий коштовний корунд зеленого кольору).
- Смарагд уральський (торговельна назва демантоїду).
- Смарагд Чатам (торговельна назва штучного (синтетичного) смарагду фірми «Чатам»).

## Галерея

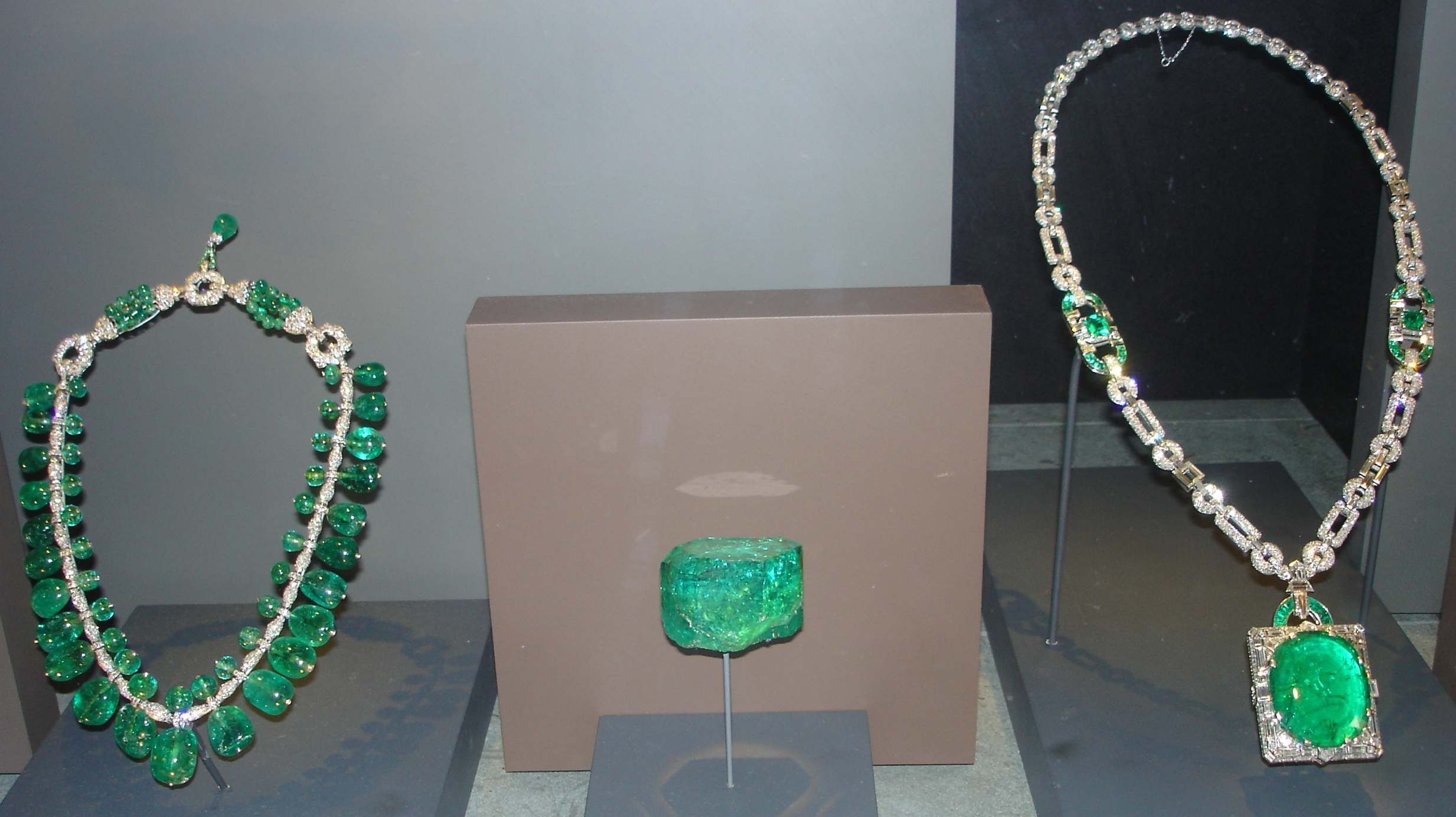
Зліва направо: індійське смарагдове намисто, смарагд Гачала (858 каратів) і смарагдове намисто Маккей (в центрі — 167-каратний смарагд). Національний музей природознавства (Вашингтон, США)
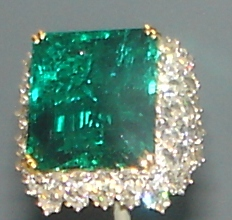
Каблучка з високоякісним смарагдом «Chalk» (37 каратів). Національний музей природознавства.
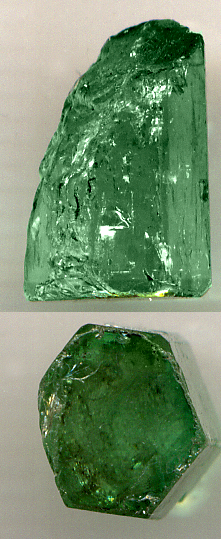
Кристали смарагду.
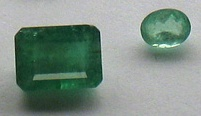
Смарагди після ограновування
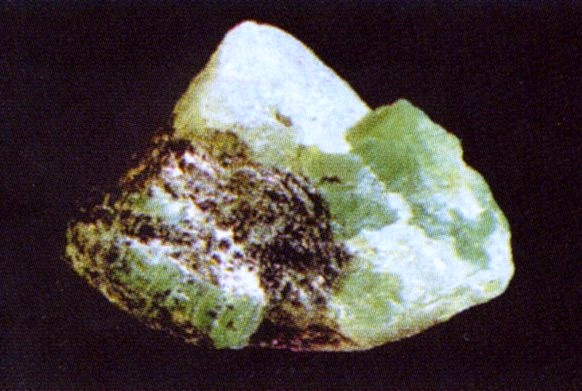
border

Колумбійські смарагди
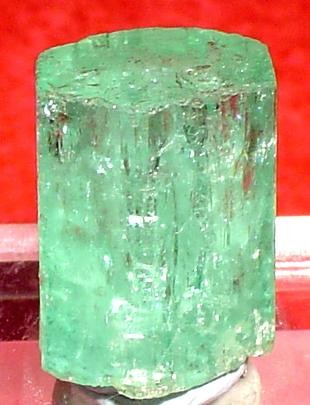
1,7 x 1,5 x 1,3 см, Мусо, департамент Бояка
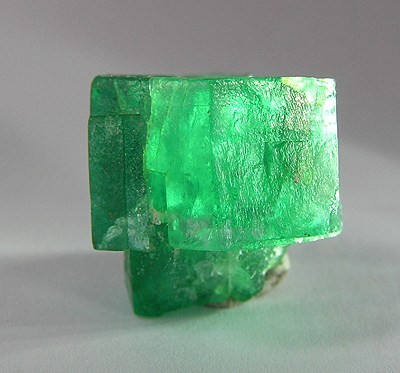
1,6 x 1,6 x 0,8 см
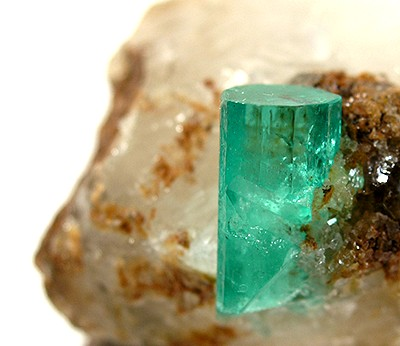
3,5 x 3,4 x 2,3 см

## Цікаві факти
- Прикметно, що в країнах ісламу зелений смарагд позитивно сприймався як бажаний магічний камінь. Християнська традиція навпаки, вважала його чаклунським каменем, породженим пеклом. За легендою найбільший смарагд впав на землю з шолому Люцифера, при вигнанні його з неба. Чаша Грааля була висічена саме з цього смарагда.
- Збереглися зображення двобою святого Юрія (Георгія) зі змієм (втіленням зла), в яких тіло змія зроблено зі смарагдів.
- Смарагд був одним з 12 дорогоцінних каменів, які за Божим наказом, прикрашали наперсник (нагрудна чотирикутна пектораль) першого первосвященика Аарона (Вихід 28:17—20).
- Алхімічні настанови з виготовлення філософського каменю, що спроможний перетворювати метали в золото й давати безсмертя, були (на переконання алхіміків) написані на смарагдовій скрижалі. В історії міфів ця скрижаль являє собою величезний смарагд на якому висічені постулати окультних наук. Цей смарагд нібито було знайдено поруч з мумією єгипетського бога мудрості Тота, якого ототожнюють з Гермесом.
- Ернан Кортес у 1519 р. отримав в дар від імператора ацтеків Монтесуми смарагдове намисто з каменями виняткової краси. Відомий конкістадор мав колекцію смарагдів, до якої належав один із найбільш унікальних смарагдів усіх часів — «Королева Ізабелла» (вагою у 964 карата). За свідоцтвами Кортеса, в Палаці правосуддя в Теночтітлані (Мехіко) у ацтеків зберігався смарагд розміром зі страусине яйце.
- Найбільш крупні необроблені смарагди: смарагд герцога Девонширського (1383,9 кар.) і «Емілія» (7025 кар.) з Колумбії, Каковіна-Кочубея (зросток масою 2226 г) і «Славний уральський» (3362 кар).
- Саме смарагдовий колір, за результатами проведених досліджень, визнаний в Україні таким, що краще сприймається водіями замість зеленого кольору світлофорів[3].